# Cassidinidea arndti
Cassidinidea arndti là một loài chân đều trong họ Sphaeromatidae. Loài này được Ortiz & Lalana miêu tả khoa học năm 1980.